# Franciszek Strzygowski
Franciszek Strzygowski (ur. 1828 w Białej, zm. 1904 tamże) – fabrykant związany z okręgiem bielsko-bialskim, właściciel zakładów włókienniczych w Leszczynach, wnuk protoplasty rodu i jednego z pionierów bielskiej industrializacji, również Franciszka Strzygowskiego (1745-1816), poseł do Sejmu Krajowego Galicji III i VI kadencji (1870–1873, 1889-1895).
Wybrany w III kurii obwodu Wadowice, z okręgu wyborczego Miasto Biała. 5 grudnia 1873 na jego miejsce obrano Rudolfa Bukowskiego.
Był właścicielem zamku w Grodźcu Śląskim. Ród Strzygowskich wywodził się pierwotnie z małopolskiego Pilzna